# Heures Lamoignon
Le Heures dites  Lamoignon sont un livre d'heures manuscrit enluminé peint à Paris vers 1414-1416 par le Maître de Bedford et son atelier pour la fille du roi Charles VI de France, Jeanne de France. Il est actuellement conservé au musée Calouste-Gulbenkian à Lisbonne. 

## Historique
Le manuscrit est probablement commandé par Jeanne de France (1391-1433), seule fille du roi Charles VI et d'Isabeau de Bavière parvenue à l'âge adulte et duchesse consort de Bretagne. Le personnage est représenté en prière au folio 202 verso, habillé de bleu et d'hermine, il suggère en effet un personnage royal. Par ailleurs, les armes représentées sur la miniature du folio 216 verso sont un mélange des armes de France et de celle de Bretagne, les armes de Jeanne. Par la suite, le manuscrit entre en possession de sa fille, Isabelle de Bretagne, après son mariage avec Guy XIV de Laval en 1430 : elle fait repeindre ses armes sur celles de sa mère. Voilà pourquoi les observateurs du manuscrit ont longtemps pensé qu'elle en avait été le commanditaire. 
Par la suite, le manuscrit est en possession de Chrétien Guillaume de Lamoignon de Malesherbes, qui donne son nom au manuscrit. Il appartient ensuite au duc de Newcastle (conservé dans sa résidence de Clumber Park (en)) qui le passe en vente chez Sotheby's le 21 juin 1937. Calouste Gulbenkian en fait alors l'acquisition et le lègue à sa fondation à sa mort à Lisbonne.

## Attribution
Le manuscrit a été réalisé dans une série de trois livres liturgiques richement décorés réalisés pour différents aristocrates dans les années 1420 par le même atelier : le manuscrit de Jeanne de France est le plus ancien, avant le livre d'heures Cod.1855 de la Bibliothèque nationale d'Autriche, qui pourrait avoir été destiné à son frère Charles VII et peut-être les Heures de Bedford. Le programme iconographiques des deux premiers est très proche : on retrouve les mêmes grandes miniatures représentées au verso des feuillets et indépendantes du texte. Tous ces ouvrages sont attribués au Maître de Bedford, parfois identifié à Haincelin de Haguenau.

## Description

### Texte
Il s'agit d'un livre d'heures à l'usage de la liturgie parisienne. Il contient les chapitres suivant :
- Calendrier en français, f.1-12
- Péricope des évangiles, f.14-20
- Extrait de l'évangile de Matthieu (1, 1-15), f.22-23
- Passion selon saint Jean, f.24
- Heures de la Vierge, f.25v.-93v.
- Psaumes pénitentiels, f.94v.-116
- Litanies, f.116-121v.
- Offices des morts à l'usage de Paris, f.122v.-164
- Diverses prières en français et en latin, f.165v-206
- Suffrages de sainte Anne, f.206-207
- Diverses heures pour les jours de la semaine : Trinité (dimanche), office des morts (lundi), Tous les saints (mardi), Saint-Esprit (mercredi), Sacrement (jeudi), la Croix (vendredi), la Vierge (samedi), f.209-266
- Psautier de saint Jérôme, f.266v.-286
- Symbole d'Athanase, f.286v.-290

### Décoration
Le manuscrit contient 32 grandes miniatures entourées chacune de plusieurs petites miniatures présentant chacune une scène en lien avec la grande. Cette particularité est caractéristique de l'art du Maître de Bedford au sommet de son art. L'ensemble est entouré de décorations de marges faites de rinceaux, de fleurs, de personnages, d'anges, de monstres et de grotesques. Le calendrier est décoré de 12 miniatures représentant les signes du zodiaque et 12 allégories des mois. Les marges sont décorées de 84 scènes représentant les travaux des mois, ainsi que du portrait d'une vingtaine de saints. Enfin, dans le reste du texte, pas moins de 414 lettrines historiées.

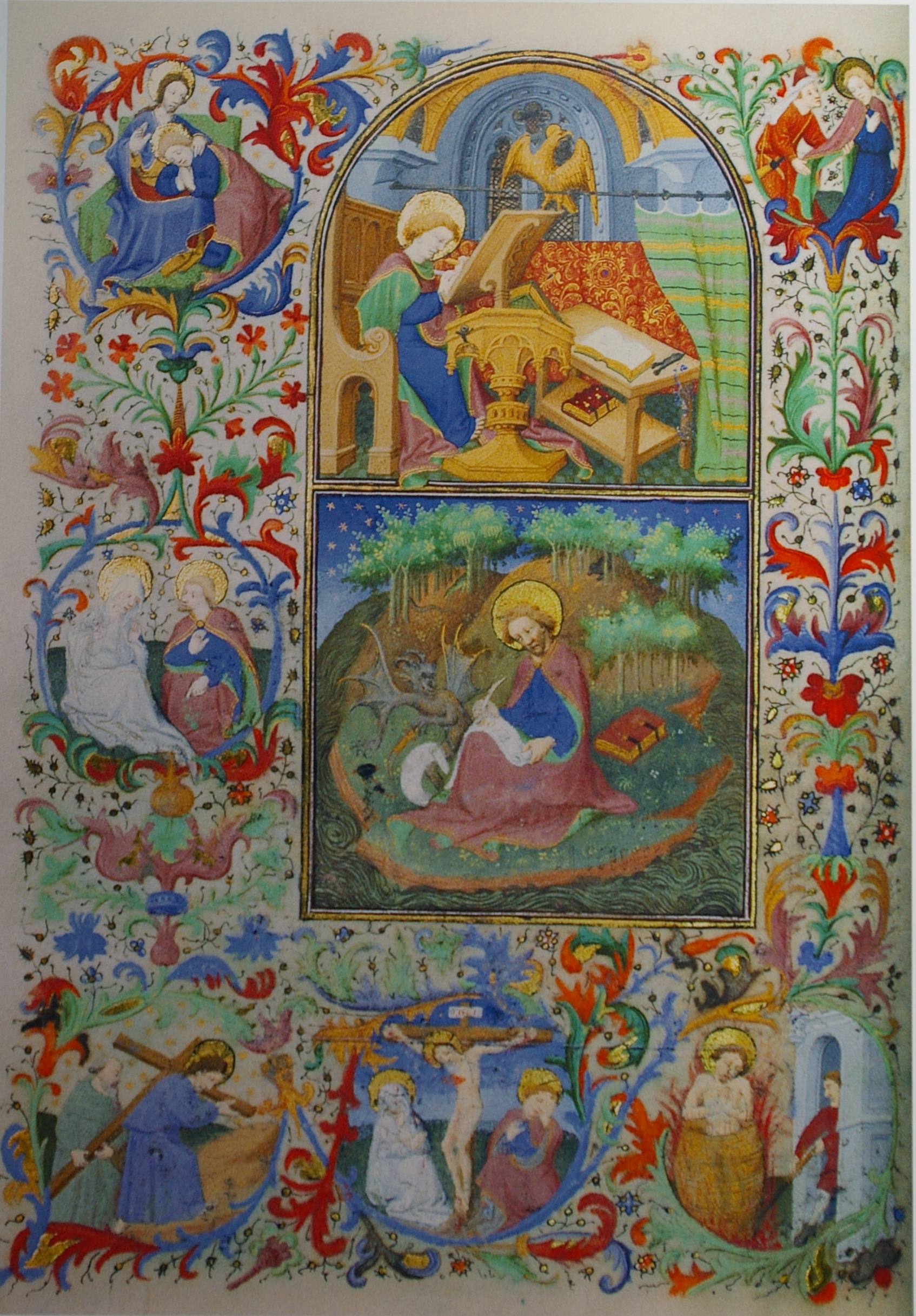
Saint Jean, f.13v.
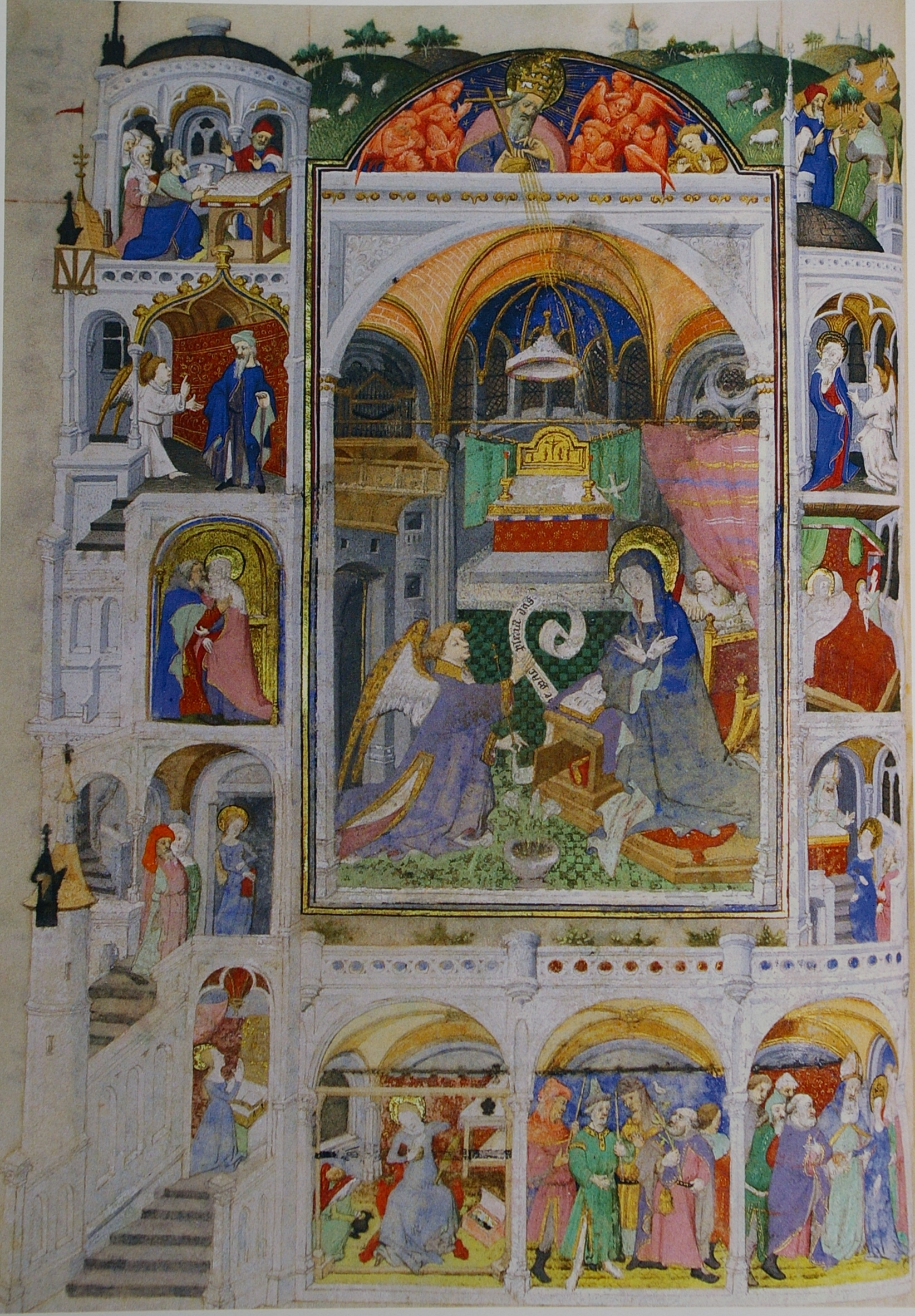
Annonciation, f.25v.
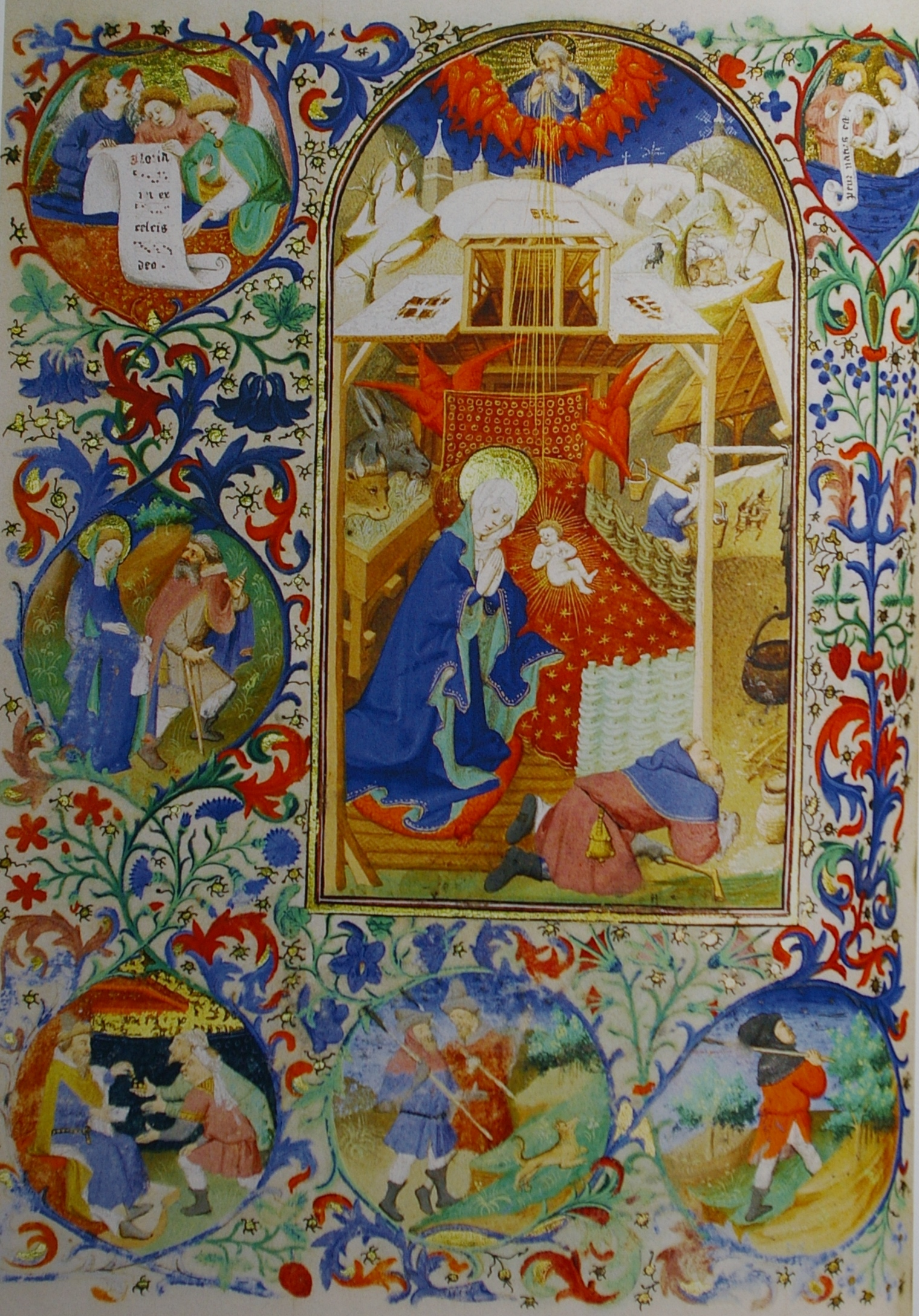
Nativité, f.60v.